# Aikikai
Fundația Aikikai (財団法人合気会 Zaidan Hōjin Aikikai?) este organizația originală pentru arta marțială japoneză Aikido, oficial recunoscută de guvernul japonez în 1940. Este cunoscută și sub denumirea "Aikikai Honbu", sau mai simplu, "Aikikai". Ea însăși se descrie ca "organizația mamă pentru dezvoltarea și popularizarea Aikido-ului în lume". Aikikai este organizația umbrelă pentru diferite organizații naționale sau de altă natură de Aikido. Sediu central Aikikai Hombu Dojo, este situat în Tokyo, Japonia.
Fundația Română de Aikido Aikikai a fost înființată în 1997 sub denumirea Fundația Musubi. Zece ani mai târziu primește recunoașterea oficială a Fundației Aikikai, Hombu Dojo Tokyo, devenind astfel a doua organizație Aikikai din România.
Deschiderea către comunitatea de aikidoka din Europa și din întreaga lume este prioritatea Fundației, oferind astfel accesul facil al membrilor la seminarii și demonstrații conduse de maeștri importanți din întreaga lume.
Masatake Fujita Shihan este Supervisorul Tehnic al Fundației Române de Aikido Aikikai. Timp de mai bine de 12 ani, acesta a susținut și condus mișcarea Aikido Aikikai în România, reușind să asigure o bază solidă și stabilă de practicanți, care acum formează nucleul Fundației Române de Aikido Aikikai.
Din nefericire, pe data de 27 februarie 2008, Masatake Fujita Shihan suferă un atac cerebral la Tokyo, motiv pentru care, constrâns de starea sănătății, acesta încetează practicarea Aikido.
În anul 2007, un an mai devreme, se năștea proiectul „Discover Aikido”, inițiat de Marchiș Dorin, acum Președintele Fundației Române de Aikido Aikikai, un proiect menit să prezinte lumii tainele Aikido-ului din perspectiva celui care a fost alături de Kaiso ( fondatorul) O Sensei Morihei Ueshiba în ultimii săi ani de viață, respectiv Masatake Fujita Shihan. 
Deși starea de sănătate a lui Fujita Shihan s-a înrăutățit în anul următor, seminariile la care maestrul trebuia să ia parte au avut loc chiar în lipsa acestuia.
Sediul Central al Fundației Române de Aikido Aikikai se află la Cluj Napoca.